# Pedro Cunha
Pedro Henrique de Miranda D'Araújo da Cunha (* 10. Juni 1983 in Rio de Janeiro) ist ein ehemaliger brasilianischer Beachvolleyballspieler.

## Karriere
Pedro Cunha gewann mit drei verschiedenen Partnern in drei aufeinander folgenden Jahren eine Medaille bei der U21-Weltmeisterschaft im Beachvolleyball. 2001 siegte er mit Anselmo Sigoli, 2002 wurde er Vizeweltmeister mit Adriano Fonseca und 2003 war Pedro Salgado sein Partner beim neuerlichen Gewinn des Titels. Im gleichen Jahr bestritt Cunha sein erstes Turnier der FIVB World Tour mit Tande Ramos in der Hauptstadt seines Heimatlandes. Die beiden Brasilianer wurden Siebzehnte.
Partner von Cunha wurde im folgenden Jahr Rogério Ferreira. Mit ihm belegte der Athlet aus Rio de Janeiro beim zweiten gemeinsamen Turnier in Lianyungang den dritten Platz und gewann als zweitjüngster Sportler mit 21 Jahren und drei Tagen ein FIVB Turnier. Am Carolina Beach in Puerto Rico besiegten die Brasilianer im Finale ihre Landsleute Luizao Correa/Harley Marques. In der gleichen Saison gewannen Fred Souza und Pedro Cunha eine FIVB Challenger & Satellite Veranstaltung in Lausanne.
2005 spielte der zweimalige U21 Weltmeister zunächst einige Turniere mit Luiz Dulinski, danach bei einem Event mit Pedro Salgado, ehe im gleichen Jahr eine längere Zusammenarbeit mit Franco Neto begann. Die beiden erreichten das Halbfinale in Montréal und das Endspiel in Acspulco. 2006 gewannen sie Silbermedaillen in Schanghai und Stare Jablonki sowie Bronze in Espinho, Marseille, Montréal und Vitória. Ihren ersten und einzigen gemeinsamen Sieg erreichten die beiden Südamerikaner im folgenden Jahr in Marseille, anschließend wurden sie Neunte bei den Weltmeisterschaften in Gstaad, davor belegten sie zweite Plätze in drei aufeinanderfolgenden Veranstaltungen in Manama, Espinho und Paris. 2008 wurden Franco und Cunha noch einmal Dritte in China, in Berlin endete ihre Zusammenarbeit mit einem siebzehnten Platz. Anschließend spielte der Sportler aus Rio mit Alison Cerutti. Die beiden gewannen gleich ihr zweites Turnier in Manama. Beim letzten Event des Jahres in Sanya errang Pedro Cunha mit Roberto Pitta die Silbermedaille.
2009 bildeten die beiden U21 Weltmeister von 2003 ein Duo und wurden Neunte in Brasilia. Anschließend unterlagen sie im Finale von Schanghai ihren Landsleuten Alison/Harley und im Endspiel von Rom den Deutschen Brink/Reckermann. Beim folgenden Event in Myslowice belegten Cunha/Pedro den fünften Platz. Bei den Weltmeisterschaften in Stavanger mussten die beiden Südamerikaner wegen einer Verletzung das Turnier beenden und für Pedro Cunha war auch die Saison zu Ende.

### 2010
Mit Thiago Santos Barbosa erreichte Cunha bei der ersten Veranstaltung des Jahres in Brasilia den vierten Platz, dies war zugleich ihr bestes Ergebnis der Saison. In Rom, Stavanger sowie in Gstaad wurden sie Fünfte und in Prag belegten sie den siebten Rang. Hinzu kamen neunte Plätze in Myslovice und Klagenfurt, außerdem wurden die beiden Brasilianer Dreizehnte in Shanghai und Fünfundzwanzigste in Stare Jablonki.

### 2011
Bei den ersten vier Veranstaltungen des Jahres bildeten Salgado und Cunha ein Beachduo, bestes Ergebnis war ein vierter Platz in Prag. Seit dem Mazuri Grand Slam spielen Ricardo Santos und Cunha zusammen, die beiden belegten in Stare Jablonki den fünften Rang. Das folgende Turnier in Österreich konnten das neue Duo bereits für sich entscheiden, im Finale wurden Julius Brink und Jonas Reckermann bezwungen. Nach einem siebzehnten Platz in Finnland gewannen Ricardo und Cunha ihre zweite gemeinsame Goldmedaille in Den Haag. Im Endspiel siegten sie über die Niederländer Nummerdor/Schuil.

### 2012
Mit Ricardo erkämpfte Cunha in Brasilia die Bronzemedaille, anschließend konnte das Duo das Turnier in Myslowice für sich entscheiden. Nach zwei neunten Plätzen in China  gelang den Brasilianern in Prag der zweite Sieg der Saison. In der Hauptstadt Russlands gewannen sie das kleine Finale. Einem neunten Rang in Rom folgten fünfte Plätze in den Alpenrepubliken Schweiz und Österreich sowie bei den Olympischen Spielen in London. Danach beendete Pedro Cunha zunächst seine internationale Karriere.

### 2015/2016
Drei Jahre später trat Cunha mit Allison Cittadin noch einmal bei zwei FIVB Open Events im September in seiner Heimatstadt und im Oktober in Puerto Vallarta in Mexiko an, die beiden südamerikanischen Sportler wurden jeweils Neunte. Anschließend spielte er mit seinem früheren Partner Thiago auf der nationalen Tour.